# Берлинска литературна награда
„Берлинската литературна награда“ (на немски: Berliner Literaturpreis) се присъжда до 1998 г. в Берлин на всеки две години заедно с медала Йоханес Бобровски. Дава се на автори, „които са допринесли съществено за развитието на съвременната немскоезична литература“.
След 2005 г. ежегодно се отличава цялостното творчество на немскоезичен писател. С наградата е свързана и покана за гостуващ професор по немскоезична поетика на името на Хайнер Мюлер в Института за общо и сравнително литературознание „Петер Сонди“ към Берлинския Свободен университет през съответния летен семестър.
Паричната премия възлиза на 30 000 €, като се покриват и разходите по професурата.

## Носители на наградата (подбор)
- Уве Тим (1979) (поощрение)
- Фолкер Браун (1989)
- Кристоф Хайн, Волфганг Хилбиг, Томас Хюрлиман, Уве Колбе (1992)
- Юрген Бекер, Норберт Гщрайн, Бригите Кронауер, В. Г. Зебалд (1994)
- Вилхелм Генацино, Катя Ланге-Мюлер, Улрих Пелцер, Йозеф Винклер (1996)
- Ане Дуден, Герт Йонке, Йорг Щайнер (1998)
- Херта Мюлер (2005)
- Дурс Грюнбайн (2006)
- Илия Троянов (2007)
- Улрих Пелцер (2008) (за цялостно творчество)
- Деа Лоер (2009)
- Сибиле Левичаров (2010)
- Томас Лер (2011)
- Райналд Гьоц (2012)
- Лукас Берфус (2013)
- Ханс Йоахим Шедлих (2014)
- Феридун Заимоглу (2016)
- Илма Ракуза (2017)
- Марион Пошман (2018)
- Клеменс Й. Зец (2019)